# Gustavus A. Finkelnburg

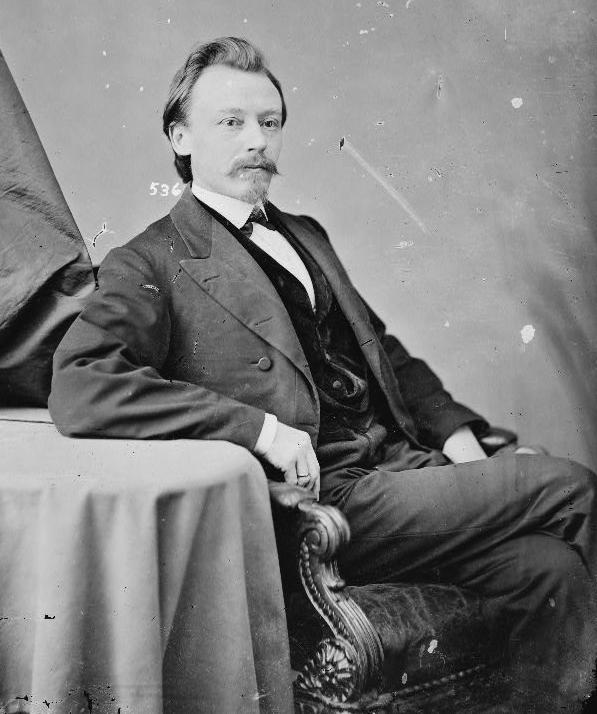
Gustavus A. Finkelnburg

Gustavus Adolphus Finkelnburg (* 6. April 1837 in Rösrath-Venauen bei Köln; † 18. Mai 1908 in Denver, Colorado) war ein US-amerikanischer Jurist und Politiker deutscher Herkunft. Zwischen 1869 und 1873 vertrat er den Bundesstaat Missouri im US-Repräsentantenhaus.

## Werdegang
Im Revolutionsjahr 1848 wanderte Gustav Finkelnburg mit seiner Mutter und einigen Brüdern nach Amerika aus, der Vater und ein Bruder (Carl Maria) wollten später nachkommen. Die Familie ließ sich in Saint Charles (Missouri) nieder, wo er das dortige College besuchte. Seine Mutter und ein Bruder kehrten nach wenigen Jahren nach Deutschland zurück. Nach einem anschließenden Jurastudium an der Cincinnati Law School in Ohio und seiner 1860 erfolgten Zulassung als Rechtsanwalt begann er in St. Louis in diesem Beruf zu arbeiten. Während des Bürgerkrieges diente er im Heer der Union.
Politisch schloss sich Finkelnburg der Republikanischen Partei an. Zwischen 1864 und 1868 saß er als Abgeordneter im Repräsentantenhaus von Missouri, dessen Präsident er im Jahr 1868 war. Bei den Kongresswahlen des Jahres 1868 wurde er im zweiten Wahlbezirk von Missouri in das US-Repräsentantenhaus in Washington, D.C. gewählt, wo er am 4. März 1869 die Nachfolge von Carman A. Newcomb antrat. Nach einer Wiederwahl konnte er bis zum 3. März 1873 zwei Legislaturperioden im Kongress absolvieren. Seit 1871 vertrat er die kurzlebige Liberal Republican Party, die sich den radikalen Republikanern widersetzte und eine Wiederwahl von Präsident Ulysses S. Grant verhindern wollte.
Nach seinem Ausscheiden aus dem US-Repräsentantenhaus zog sich Finkelnburg aus der Politik zurück. Im Jahr 1905 wurde er als Nachfolger von Elmer Bragg Adams Bundesrichter am Bundesbezirksgericht für den östlichen Teil von Missouri. Dieses Amt bekleidete er bis zu seinem Rücktritt am 31. März 1907. Gustavus Finkelnburg starb am 18. Mai 1908 in Denver und wurde in St. Louis beigesetzt.